# Oreocharis hekouensis
Oreocharis hekouensis är en tvåhjärtbladig växtart som först beskrevs av Y.M. Shui och W.H. Chen, och fick sitt nu gällande namn av Mich. Möller och A. Weber. Oreocharis hekouensis ingår i släktet Oreocharis och familjen Gesneriaceae. Inga underarter finns listade i Catalogue of Life.